# Śródmieście (Kalisz)
Śródmieście – osiedle Kalisza, centralna część miasta, skupiająca najważniejsze funkcje administracyjne, handlowe, usługowe i turystyczne. Usytuowane w rozległej dolinie Prosny, otoczone wzgórzami z których dobrze widoczne są wieże ratusza i licznych kościołów.
Osiedle dzieli się administracyjnie na Śródmieście I i Śródmieście II.

## Historia
Po zniszczeniu grodu na Zawodziu przez Henryka Brodatego, książę wybudował gród w innym miejscu, wyznaczając na ten cel piaszczyste wyspy, rozgałęzionych odnóg Prosny. Lokacja grodu jako miasta, nastąpiła pomiędzy 1253 a 1260. Obok grodu wybudowano kościół św. Mikołaja, rozplanowano ulice, place oraz rynek na którym pobudowano pierwszy w historii Kalisza ratusz (wzmiankowany po raz pierwszy w 1426). Po wybudowaniu kościoła, do miasta sprowadzono franciszkanów, którzy z fundacji księcia kaliskiego Bolesława Pobożnego i jego żony księżnej Jolanty wybudowali kościół św. Stanisława Biskupa i Męczennika wraz z klasztorem. W XIV w. miasto otoczono murami obronnymi, wybudowano zamek (rozebrany w latach 1803–1804) oraz drewniany kościół NM Panny. Do Śródmieścia przylegały przedmieścia: Wrocławskie, Warszawskie (Toruńskie) i Piskorzewskie; a do miasta prowadziło pięć mostów zbudowanych nad odnogami Prosny.
W 1706 miasto przeżyło upadek, po bitwie rozegranej pod Kaliszem, kiedy to w wyniku starcia zbrojnego w mieście ocalało 12 kamienic i 32 domy drewniane. W 1792 wielki pożar zniszczył prawie cały Kalisz wraz z m.in. gmachem ratusza i zamkiem, a w mieście pozostało około 100 mieszkańców.
W 1914 wojska niemieckie, zburzyły kaliskie zabytkowe Śródmieście, niszcząc 426 budynków. W latach 1920–1925 odbudowano miejski ratusz według projektu Sylwestra Pajzderskiego, na uroczystość wbudowania kamienia węgielnego pod jego budowę zaproszono ówczesnego premiera Wincentego Witosa.
Po II wojnie światowej miasto liczyło niecałe 43 tysiące mieszkańców.

## Zabytki
- Założenie urbanistyczne miasta z Głównym Rynkiem wraz z przyległymi ulicami, stanowiący tzw. staromiejski zespół urbanistyczny,
- Ratusz (3. budynek w historii miasta),
- Mury miejskie (pozostałości); baszta „Dorotka” (XIV w.),
- Park Miejski,
- Katedra św. Mikołaja Biskupa,
- bazylika kolegiacka Wniebowzięcia Najświętszej Maryi Panny w Kaliszu,
- Kościół św. Wojciecha i św. Stanisława Biskupa (kościół garnizonowy),
- Kolegium i pałac arcybiskupi (obecnie Starostwo Powiatowe),
- Zabudowania korpusu kadetów – sala musztry z 1825 (obecnie Centrum Kultury i Sztuki),
- Kościół św. Stanisława Biskupa i Męczennika,
- Most Kamienny,
- Pałac Trybunalski (od początku siedziba sądów),
- Budynek I Liceum Ogólnokształcącego im. Adama Asnyka (1819),
  - Zamek Królewski (pozostałości fundamentów) z XIII w. (teren liceum),
- Budynek III Liceum Ogólnokształcącego im. Mikołaja Kopernika (1900-1902),
- Cerkiew prawosławna Świętych Apostołów Piotra i Pawła,
- Pałac Puchalskich (1820-1830),
- Kościół św. Józefa i św. Piotra z Alkantary,
- Budynek Teatru im. Wojciecha Bogusławskiego,
- Koszary Godebskiego z XIX w.,
- Pomnik Jana Pawła II (1999),
- Planty Miejskie z pomnikiem Książki.

## Ulice

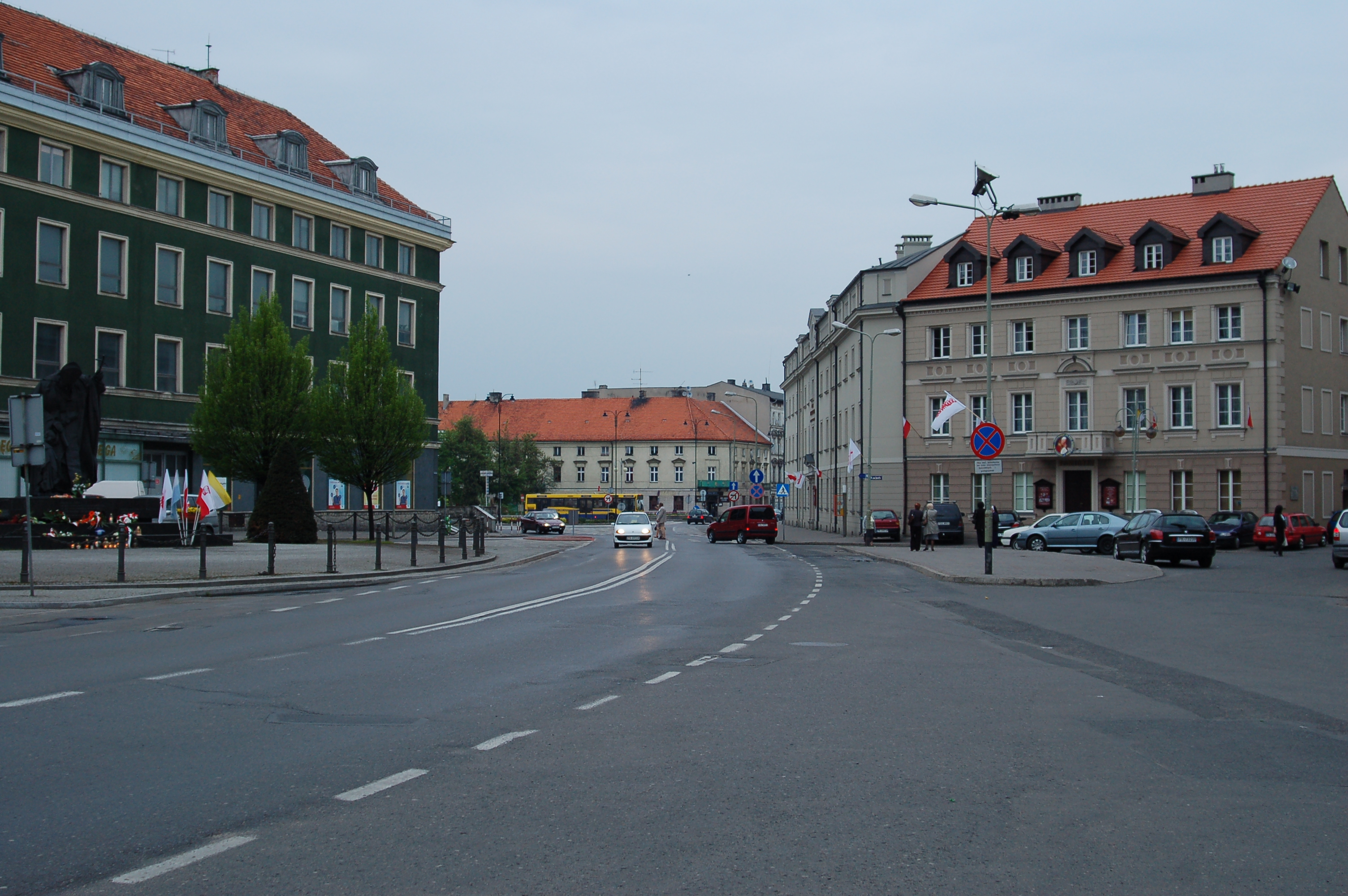
Plac św. Józefa

Ważniejszymi ulicami Śródmieścia są: Babina, Bankowa, pl. Bogusławskiego, pl. Jana Pawła II, pl. Kilińskiego, pl. św. Józefa, Chodyńskiego, Czaszkowska, Częstochowska, Fabryczna, Główny Rynek, Jasna, Joselewicza, Kanonicka, Kazimierzowska, Kolegialna, Kredytowa, Krótka, Łazienna, Mostowa, Narutowicza, Nowy Świat, Parczewskiego, Pułaskiego, Sukiennicza, Śródmiejska, Teatralna, Towarowa, Ułańska, Wał Staromiejski, al. Wolności, Wspólna, Zamkowa, 3 Maja.

## Kultura

### Teatr
- Teatr im. Wojciecha Bogusławskiego.

### Filharmonia
- Filharmonia Kaliska (al. Wolności 2).

### Kina
- Kino Centrum w Centrum Kultury i Sztuki (ul. Łazienna 6),
- Kino Multikino (5-salowe) w Galerii Tęcza.

## Znane osoby związane z kaliskim Śródmieściem
- Adam Asnyk – poeta,
- Stanisław Barcikowski – malarz,
- Maria Dąbrowska – pisarka,
- Agaton Giller – dziennikarz,
- Cyprian Godebski – pisarz, żołnierz,
- Maria Konopnicka – pisarka,
- Ignacy Lewandowski – aktor,
- Melania Parczewska – aktorka,
- Ludwik Perzyna – lekarz,
- Zdzisława Sośnicka – piosenkarka,
- Stefan Szolc-Rogoziński – podróżnik i odkrywca,
- Jan „Ptaszyn” Wróblewski – muzyk jazzowy.

## Galeria

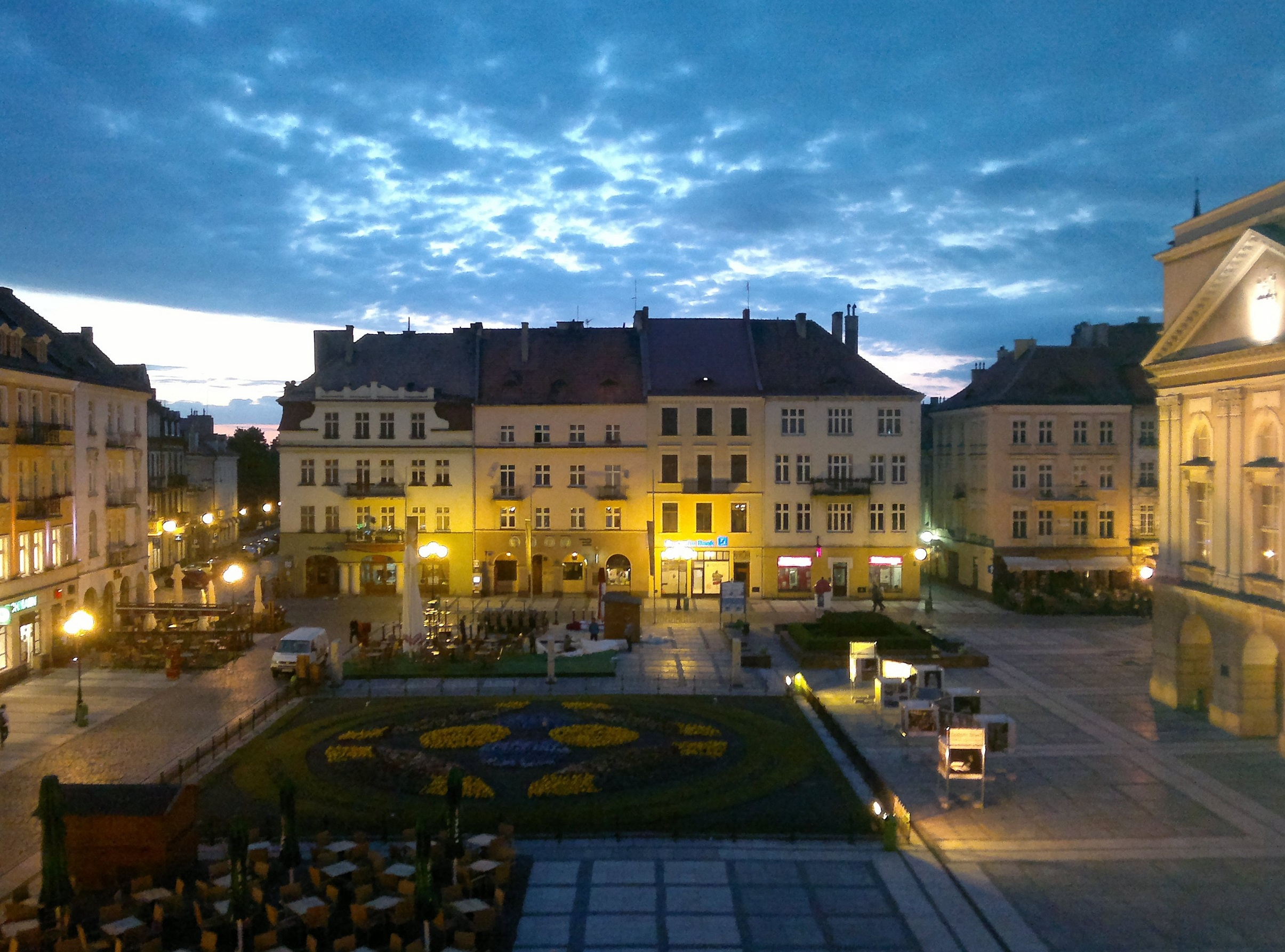
Główny Rynek
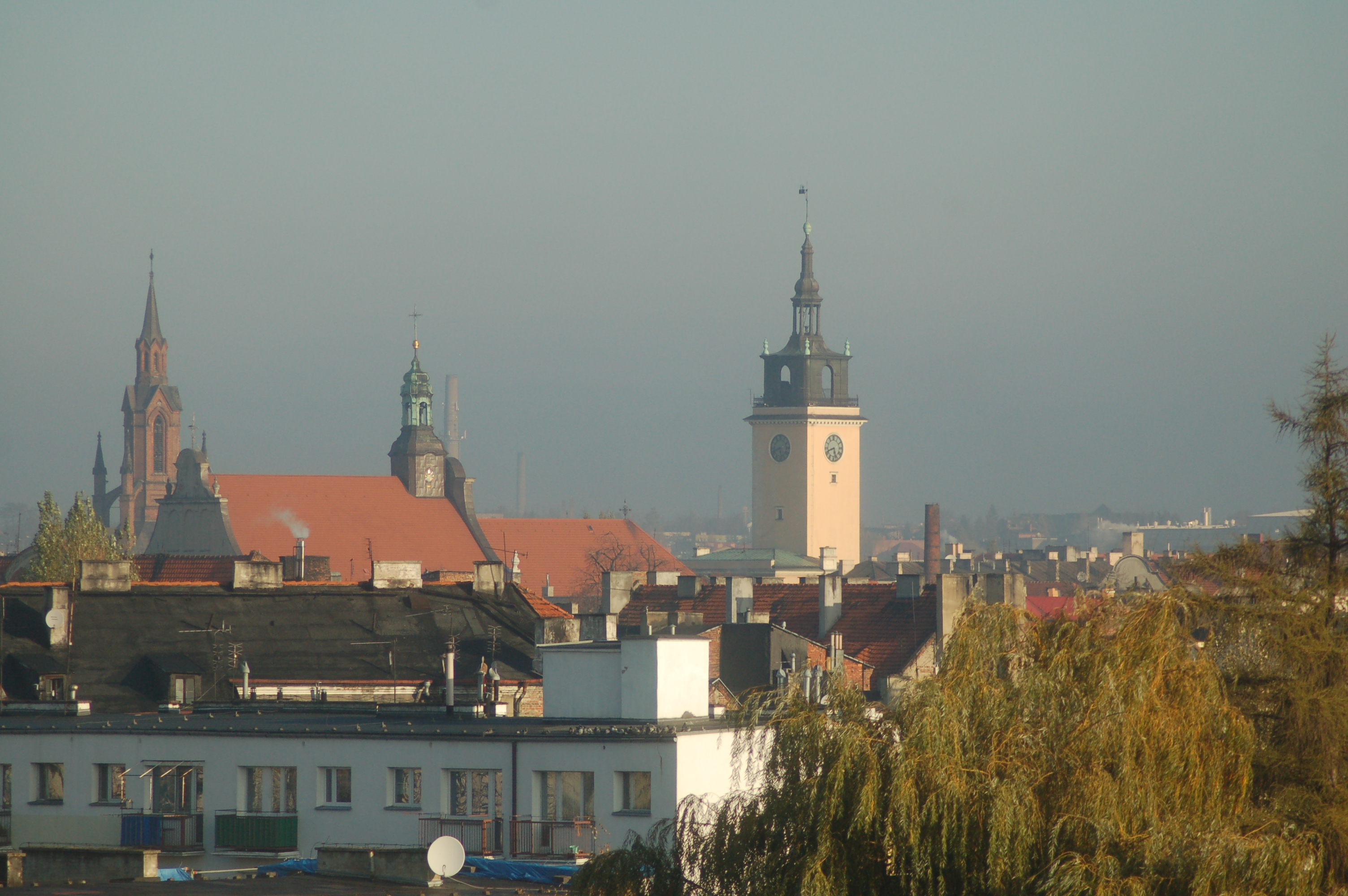
Widok na wieże Śródmieścia
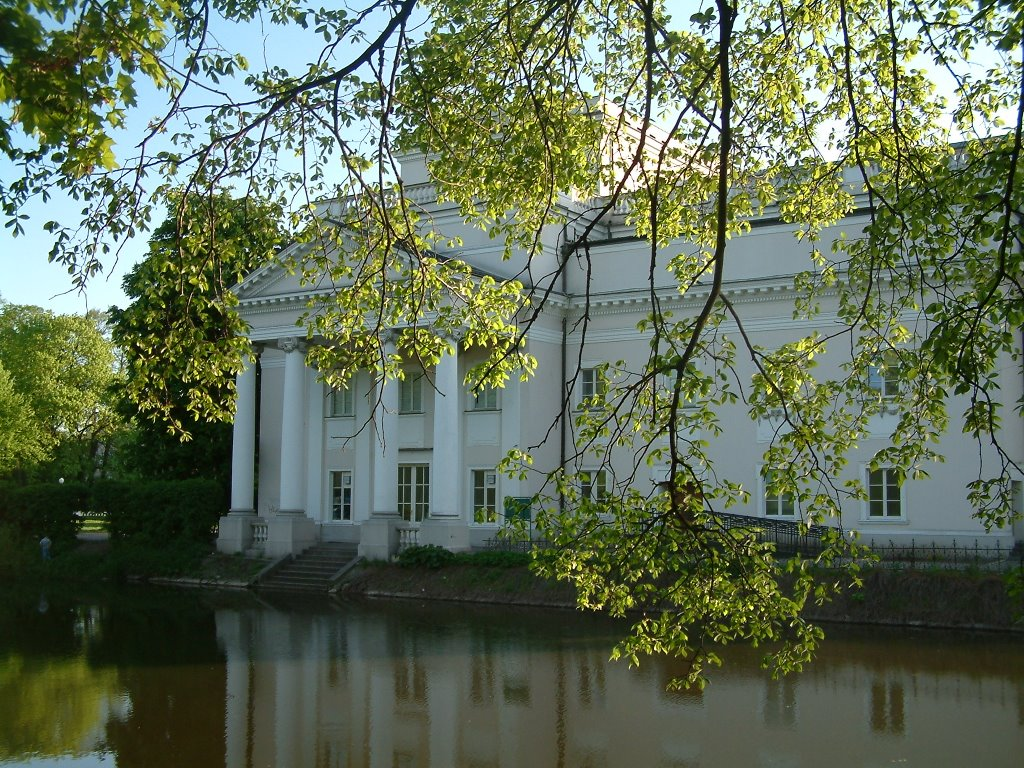
Teatr im. Wojciecha Bogusławskiego
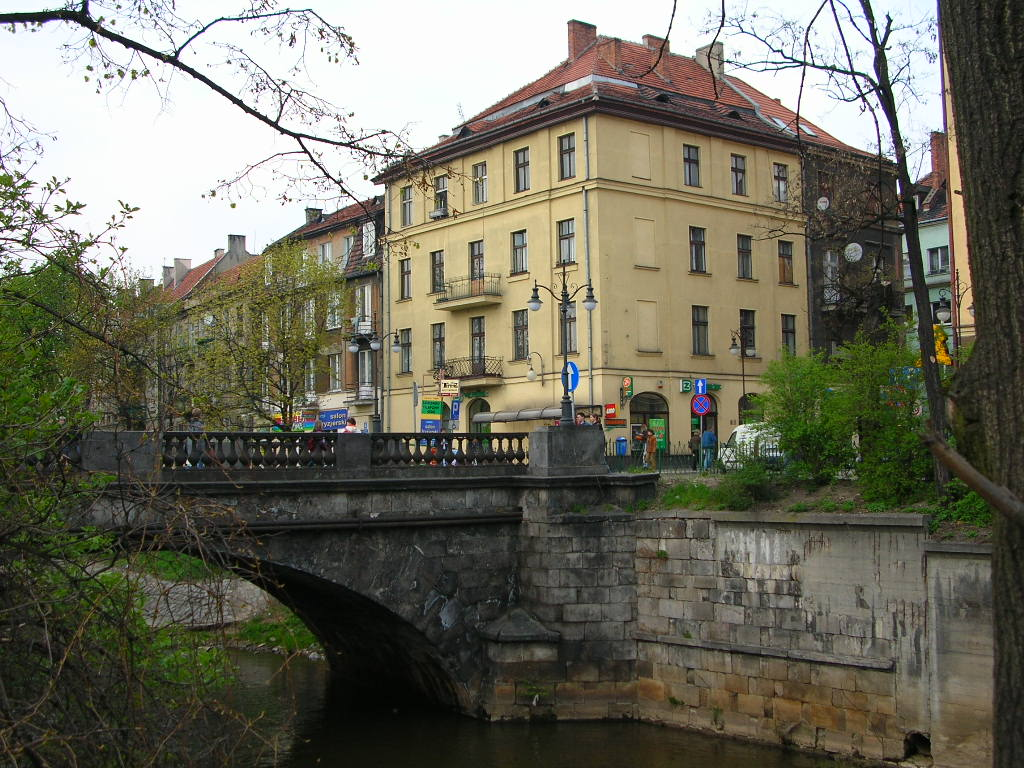
Most Kamienny
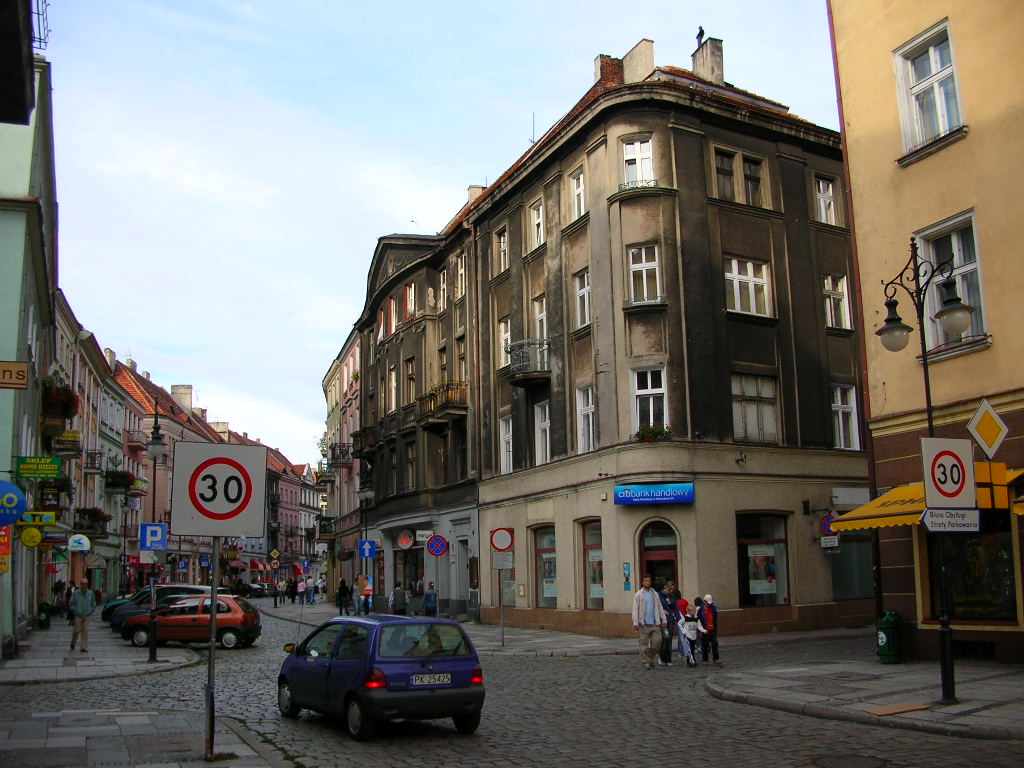
Ulica Śródmiejska
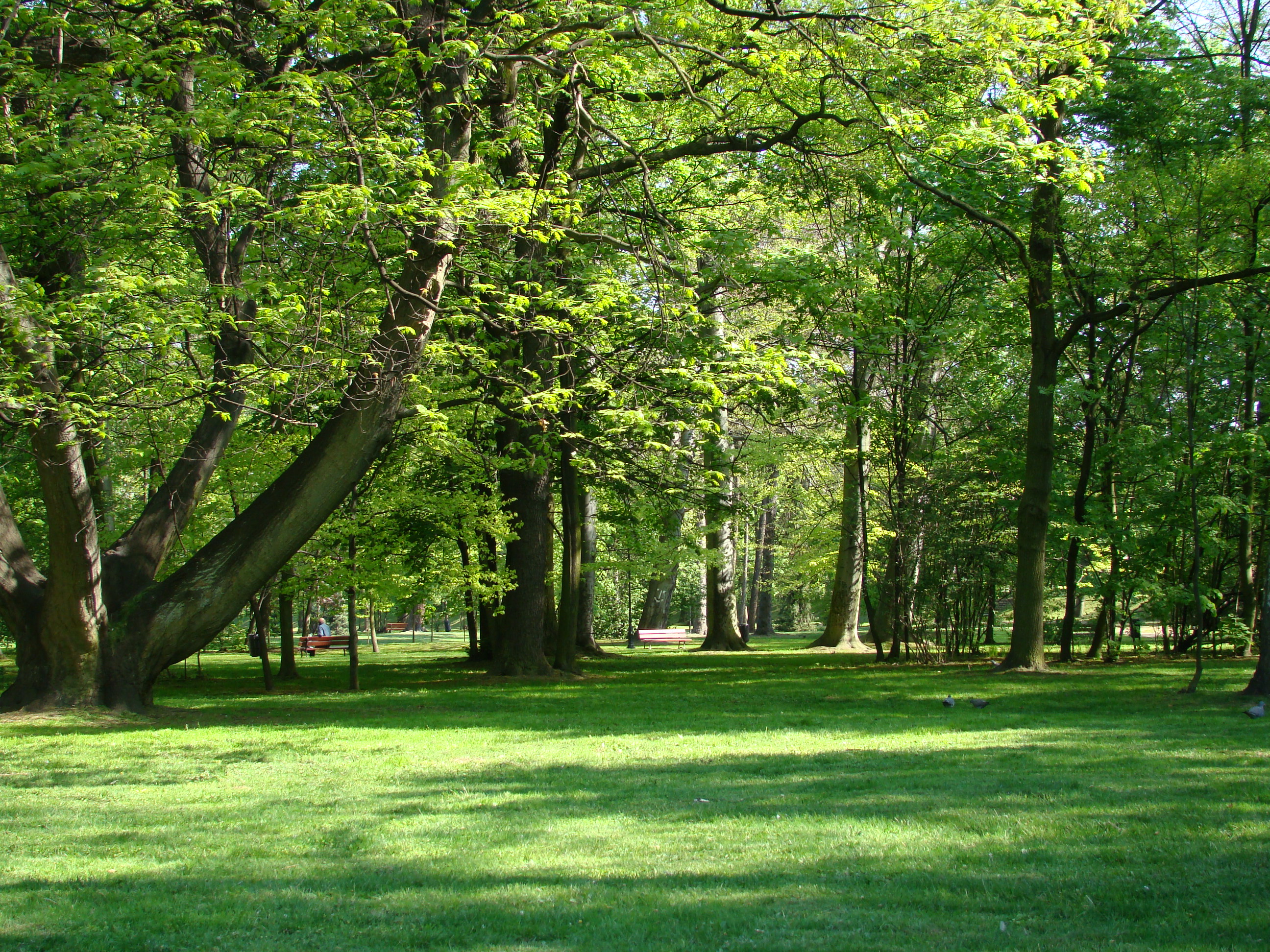
Park Miejski
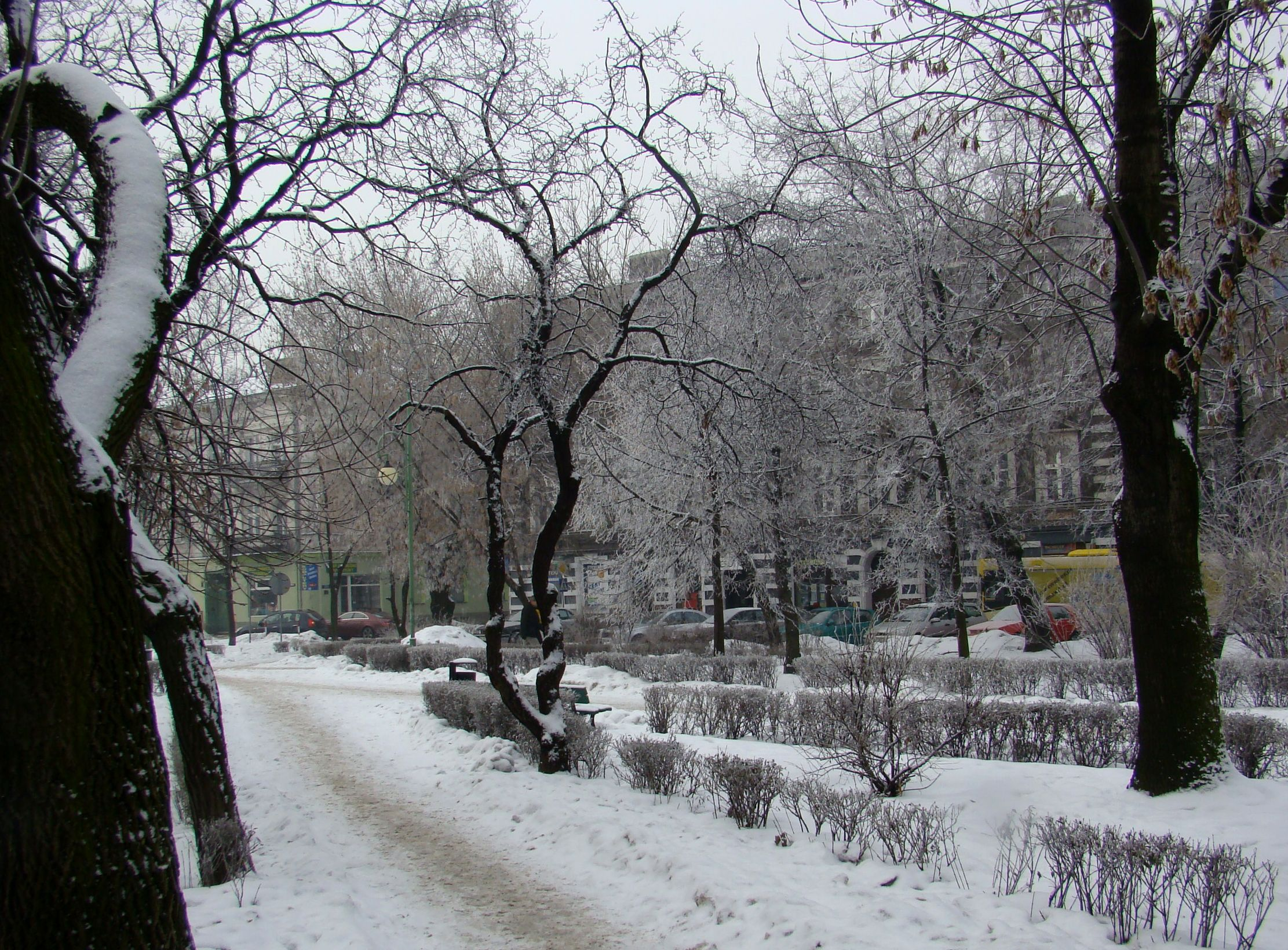
Planty
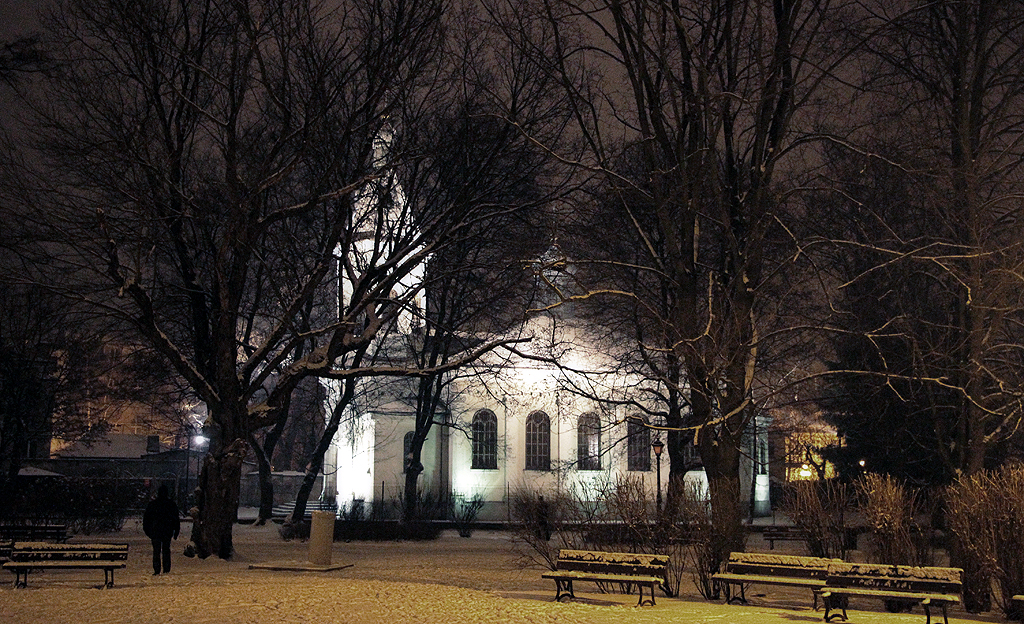
Cerkiew Świętych Apostołów Piotra i Pawła